# Ischnochiton weedingi
Ischnochiton weedingi är en blötdjursart som beskrevs av Colin Milne 1958. Ischnochiton weedingi ingår i släktet Ischnochiton och familjen Ischnochitonidae.
Artens utbredningsområde är Queensland. Inga underarter finns listade i Catalogue of Life.